# Termes (Ardennes)
Termes is een plaats en voormalige gemeente in het Franse departement Ardennes in de regio Grand Est en telt 138 inwoners (1999). De gemeente is op 1 januari 2016 opgeheven en opgenomen in de gemeente Grandpré.

## Geografie
De oppervlakte van Termes bedraagt 14,3 km², de bevolkingsdichtheid is 9,7 inwoners per km².
De plaats ligt aan de rivier de Aire.
De onderstaande kaart toont de ligging van Termes met de belangrijkste infrastructuur en aangrenzende gemeenten.

## Demografie
Onderstaande figuur toont het verloop van het inwonertal.
Vanwege een beveiligingsprobleem met de MediaWiki Graph-software is het momenteel niet mogelijk deze grafiek weer te geven. Zodra de software is bijgewerkt zal de grafiek vanzelf weer zichtbaar worden.

## Geboren
Jules Célestin Jamin (1818-1886), natuurkundige